# Luk zvona
Luk zvona (tal. Arco delle Campane) prolaz je na vatikansko-talijanskoj granici. To je jedno od pet mjesta kroz koja se može ući u Vatikan (uključujući i jedna od troja vrata). Nalazi se lijevo od Bazilike svetog Petra.